# Maksim Marinin
Maksim Viktorovič Marinin (in russo Максим Викторович Маринин?; Volgograd, 23 marzo 1977) è un ex pattinatore artistico su ghiaccio russo, specializzato nel pattinaggio artistico su ghiaccio a coppie.

## Palmarès
Con Tat'jana Tot'mjanina
| Internazionali                                   | Internazionali | Internazionali | Internazionali | Internazionali | Internazionali | Internazionali | Internazionali | Internazionali | Internazionali | Internazionali |
| Evento                                           | 1996–1997      | 1997–1998      | 1998–1999      | 1999–2000      | 2000–2001      | 2001–2002      | 2002–2003      | 2003–2004      | 2004–2005      | 2005–2006      |
| ------------------------------------------------ | -------------- | -------------- | -------------- | -------------- | -------------- | -------------- | -------------- | -------------- | -------------- | -------------- |
| Giochi olimpici invernali                        |                |                |                |                |                | 4°             |                |                |                | 1°             |
| Campionati mondiali                              |                |                | 7°             | 6°             | 5°             | 2°             | 2°             | 1°             | 1°             |                |
| Campionati europei                               |                |                | 5°             | 5°             | 2°             | 1°             | 1°             | 1°             | 1°             | 1°             |
| GP Finale                                        |                |                |                |                |                |                | 1°             | 2°             |                | 1°             |
| GP Cup of Russia                                 |                | 5°             | 6°             | 3°             | 6°             |                |                | 1°             |                | 1°             |
| GP Lalique/Bompard                               |                |                | 5°             | 2°             |                | 4°             | 1°             | 2°             |                | 1°             |
| GP Skate America                                 |                |                |                | 7°             | 3°             | 3°             | 1°             |                | R              |                |
| GP Skate Canada                                  |                |                |                |                |                | 2°             | 1°             | 1°             |                |                |
| GP Sparkassen                                    |                |                |                |                | 3°             |                |                |                |                |                |
| Schäfer Memorial                                 |                | 5°             |                |                |                |                |                |                |                |                |
| Skate Israel                                     |                |                | 2°             |                |                |                |                |                |                |                |
| Nazionali                                        |                |                |                |                |                |                |                |                |                |                |
| Campionati russi                                 | 6°             | 5°             | 3°             | 3°             | 3°             | 2°             | 1°             | 1°             | 1°             | R              |
| GP = Champions Series / Grand Prix; R = Ritirati |                |                |                |                |                |                |                |                |                |                |